# Don (Tyne and Wear)
 (juillet 2017).
Si vous disposez d'ouvrages ou d'articles de référence ou si vous connaissez des sites web de qualité traitant du thème abordé ici, merci de compléter l'article en donnant les références utiles à sa vérifiabilité et en les liant à la section « Notes et références ».
Pour les articles homonymes, voir Don.
Le River Don est un affluent de la Tyne long de 14,5 km dans Tyne and Wear, Angleterre du Nord-Est.
Il prend sa source près de Springwell et s'écoule vers l'est pendant environ 6 km, puis se dirige vers le nord. Il se jette dans la rivière Tyne à Jarrow.